# Paris au Moyen Âge
 (juin 2017).
Si vous disposez d'ouvrages ou d'articles de référence ou si vous connaissez des sites web de qualité traitant du thème abordé ici, merci de compléter l'article en donnant les références utiles à sa vérifiabilité et en les liant à la section « Notes et références ».
L'histoire de Paris au Moyen Âge commence au Ve siècle, quand Paris devient la capitale des Francs avec le roi Clovis. Plus tard, les Vikings investissent la ville avant que les Carolingiens puis les Capétiens en fassent leur capitale. La capitale effectuera sa renaissance à partir du Xe siècle avec la croissance de la population et le développement de la politique locale.

## Histoire

Plan de Paris reconstitué à l'année 1223.

### L'époque mérovingienne
Vers 465, les Francs (peuple présent dans cette région à cette époque) pénètrent en Gaule et Clovis fait de Lutèce, devenue civitas Parisiorum, la capitale du royaume des Francs vers 506-508.
À partir du règne de Pépin le Bref, en 751, Paris est presque abandonné jusqu'en 987, début du règne d'Hugues Capet.

### L'époque carolingienne
Les Vikings pillent une première fois en 845 la cité abandonnée par ses habitants.

### La cité des Robertiens puis des Capétiens directs

#### Le centre de la principauté des Robertiens
En 885-886, les Vikings assiègent Paris. L'île de la Cité est sauvée, mais les deux rives sont détruites. La défense de la ville repose très largement sur l'évêque Gozlin et sur le comte de Paris, Eudes. Deux ans plus tard, à la mort de l'empereur Charles le Gros, il est élu roi de Francia occidentalis : Paris devient le centre des terres d'une nouvelle dynastie royale, qui alterne sur le trône tout au long du Xe siècle avec les derniers rois carolingiens, Louis IV d'Outremer, Lothaire et Louis V.
Dès 888, Eudes transmet sa charge comtale à son frère Robert. Celui-ci, devenu roi de France, la conserve jusqu'à sa mort en 923, puis elle passe à son fils Hugues le Grand, et, en 956, au fils de celui-ci, Hugues Capet.

#### Le cœur du domaine royal des premiers capétiens
Lorsque Hugues Capet est couronné roi en 987, Paris devient le centre du domaine royal : l'ancienne principauté territoriale des Robertiens devenus Capétiens, c'est-à-dire Paris, Senlis, Étampes et Orléans, auxquels s'ajoute le peu qui reste des résidences carolingiennes, comme Reims ou Verberie. Hugues Capet passe peu de temps à Paris. C'est à Orléans qu'il fait sacrer son fils Robert pour l'associer au trône en décembre 987. Le comté de Paris est confié à Bouchard de Vendôme, mais le nouveau roi conserve le droit de nommer à la majorité des abbayes, et n'hésite pas à déposer l'abbé de Saint-Maur-des-Fossés qui scandalise ses moines.
Robert le Pieux, proche de l'Église et lettré, a fait des séjours à Paris, sans qu'on puisse connaître leur fréquence et leur durée. Il fait remettre à neuf le palais de la Cité, qui redevient une résidence royale, après avoir été occupé par Bouchard de Vendôme.

#### LeXIIesiècle
Le pouvoir royal se fixe progressivement à Paris, qui redevient capitale du royaume à partir de Louis VI (1108-1137) et plus encore sous Philippe Auguste.
En 1163, l'évêque Maurice de Sully entreprend l'édification de la cathédrale Notre-Dame de Paris sur l'île de la Cité.

### L'époque des Valois et la Guerre de Cent ans
Paris sort ruinée de la guerre de Cent Ans. Charles VII et son fils Louis XI s'en méfient et n'y séjournent qu'exceptionnellement, lui préférant le Val de Loire.

## Urbanisme, aménagement et architecture
Depuis la fin de l'époque romaine jusqu'au XIIe siècle, le paysage est dominé par la Seine, avec ses chemins de halage sur les deux rives, son affluent la Bièvre et ses trois îles : celle de la Cité, déjà urbanisée, et deux autres encore inoccupées, qui deviendront l'île Notre-Dame et l'île aux Vaches. Des collines, comme Montmartre, Ménilmontant, Vaugirard, Belleville... s'élèvent autour de terres marécageuses. Le cardo romain, qui va du nord au sud, traverse la Seine par l'île de la Cité. Contrairement à d'autres villes, Paris n'a pas de véritable decumanus, mais plusieurs rues perpendiculaires et obliques, notamment celles de Dreux et celle de Melun par la rive gauche. Jusqu'aux attaques normandes, des quartiers étaient implantés sur les deux rives, en particulier au nord de la montagne Sainte-Geneviève et autour de Saint-Germain-des-Prés. L'île de la Cité, la première installation, est le véritable cœur de la ville, entourée des remparts construits par les Romains. C'est sur cette île que se trouve le palais de la Cité, siège du gouvernement des Mérovingiens puis des Carolingiens.
Après le départ des Normands, les bourgs des deux rives sont plus ou moins ruinés et la plupart des constructions se trouvent dans l'île de la Cité : le Palais, un grand complexe épiscopal comprenant deux églises, le baptistère, l'évêché et le cloître canonial, ainsi que des habitations et d'autres églises. Certains quartiers se repeuplent rapidement et certaines églises sont réparées dès le début du Xe siècle : Saint-Germain-l'Auxerrois, puis Saint-Merry, sur la rive gauche ; Saint-Julien-le-Pauvre et surtout Saint-Germain-des-Prés, sur la rive gauche.
Cependant, la véritable renaissance de la ville se fait dans la seconde moitié du Xe siècle et surtout au XIe siècle. Sous le règne de Robert le Pieux, on reconstruit Saint-Germain-des-Prés et Saint-Germain-l'Auxerrois.

## Cadre juridique
Le développement de la ville a lieu dans le cadre juridique du droit féodal d'une particulière complexité avec un enchevêtrement du territorial de 155 censives en 1300 aux mains de seigneurs laïcs et, pour les plus importantes, d'établissements ecclésiastiques, évêque, abbayes de Saint-Germain-des-Prés, de Saint-Martin-des-Champs, du Temple, chapitre des chanoines de Notre-Dame, etc. Par ailleurs, 24 seigneuries disposent en 1300 de droits de justice sur leur territoire

## Population
La population parisienne est en croissance depuis le XIe siècle. En effet, Paris compte environ 200 000 habitants en 1347 et en comptait 25 000 en 1180. Cette hausse d'habitants est due à une évolution dans tous les domaines, comme un enrichissement architectural, intellectuel et politique.

## Culture et éducation
En 900, Rémi d'Auxerre vient enseigner à Paris, où il fonde une école avant son départ ; Hucbald de Saint-Amand y enseigne aussi au début du siècle, et forme Saint Odon, futur abbé de Cluny. Ces embryons d'écoles capitulaires sont supplantées à la fin du siècle par Saint-Germain-des-Prés, qui devient un centre intellectuel renommé et dont le scriptorium transmet aux générations suivantes l'héritage de l'enluminure carolingienne telle qu'elle était pratiquée à Saint-Denis.

## Politique locale
Aux IXe et Xe siècles, le comte de Paris devient le roi de France et le palais dans l'île de la Cité  est le siège du pouvoir.
Les premiers Capétiens nomment un vicomte gestionnaire. Le vicomte est remplacé dès le XIe siècle par un prévôt, souvent deux (un juge en première instance des justiciables parisiens et un gestionnaire du domaine royal), qui exerce son autorité sur la « Vicomté et prévôté de Paris » dont le territoire s'étend sur 200 paroisses au XIIIe siècle, 567 au  XIVe siècle.
L'évêque est le second pouvoir de la ville. Le guet royal, créé en 1254 par Saint Louis, est placé sous l'autorité du prévôt de Paris. Le parlement de Paris est l'instance judiciaire supérieure pour l'ensemble du domaine capétien jusqu'en 1422, son ressort étant ensuite limité aux provinces centrales. Les institutions parisiennes connaissent une série d'interruptions et de purges pendant les troubles de la guerre de Cent Ans.